# Metal (API)
Metal è un insieme di API grafiche e di calcolo a basso livello, sviluppate da Apple per offrire accesso diretto alla GPU dei suoi dispositivi.
Lanciato nel giugno 2014 con iOS 8, Metal è progettato per sostituire OpenGL (per la grafica) e OpenCL (per il calcolo), migliorando le prestazioni grazie a un overhead molto ridotto.
Le API Metal sono disponibili su:
- dispositivi iOS/iPadOS con Apple A7 o successivi,
- Mac con OS X El Capitan (2015) o versioni successive,
- Apple TV (tvOS) e Apple Vision Pro (visionOS).

Utilizza un linguaggio di shading derivato dal C++11(EN) Metal Shading Language, su Apple Developer. e integra sempre più strettamente Swift.

## Caratteristiche principali
Metal permette un utilizzo più efficiente della GPU, riducendo il carico sulla CPU e parallelizzando i calcoli grafici e computazionali. Viene impiegato per:
- rendering 3D in giochi e applicazioni;
- elaborazione d’immagini e video;
- calcolo parallelo (GPGPU);
- machine learning e intelligenza artificiale;
- realtà virtuale (VR) e aumentata (AR).

Grazie a Metal, molte operazioni grafiche risultano più veloci e fluide rispetto all’uso di OpenGL.

## Versioni

#### Metal 1
Presentato alla WWDC 2014 e incluso in iOS 8, ha introdotto per la prima volta un’API a basso livello per grafica e calcolo sui dispositivi Apple, con accesso diretto alla GPU e un linguaggio di shading basato su C++11.
Dal 2015 è stato esteso a macOS con OS X El Capitan.

#### Metal 2
Presentato alla WWDC 2017 insieme a macOS High Sierra, ha portato miglioramenti di prestazioni e nuove funzionalità:
- supporto per apprendimento automatico;
- supporto per la realtà virtuale;
- compatibilità con GPU esterne (eGPU) su Mac macOS High Sierra Preview, su Apple. URL consultato il 21 giugno 2017.;
- strumenti di debugging e profiling potenziati.

#### Metal 3
Presentato alla WWDC 2022 con macOS Ventura, ha introdotto:
- MetalFX, una tecnologia di upscaling e anti‑aliasing per migliorare le prestazioni nei giochi;
- tempi di caricamento più rapidi grazie a nuove API per il caricamento delle risorse;
- ottimizzazioni specifiche per Apple Silicon;
- maggiore integrazione con Swift per lo sviluppo.

#### Metal 4
Presentato alla WWDC 2025 come una rivoluzione per il gaming e l’elaborazione su Apple Silicon:
- nuovo modello di encoding dei comandi con gestione esplicita della memoria (MTL4CommandAllocator);
- supporto nativo per ray tracing e path tracing in tempo reale, con denoising integrato;
- MetalFX Frame Generation, una tecnologia di interpolazione dei frame simile a DLSS di NVIDIA, che aumenta la fluidità senza caricare la GPU;
- risorse tensoriali per eseguire reti neurali direttamente sulla GPU tramite il nuovo MTL4MachineLearningCommandEncoder;
- compilazione degli shader più veloce e pipeline modulari;
- aggiornamento di MetalFX per upscaling e denoising più efficienti.

Metal 4 è pensato per i dispositivi Apple più recenti:
| Piattaforma                | Requisiti minimi                                     |
| -------------------------- | ---------------------------------------------------- |
| iPhone / iPad / Apple TV   | Apple A14 Bionic (o successivi)                      |
| Mac                        | Apple M1 (o successivi)                              |
| Vision Pro                 | Apple M2 (o successivi)                              |
| Ray tracing / Path tracing | Apple A17 Pro (o successivi) Apple M3 (o successivi) |

Apple ha affiancato a Metal 4 anche un nuovo Game Porting Toolkit 3, una Game Overlay per i giochi su macOS Tahoe e una versione aggiornata di Apple Games per il gaming su Mac.